# Terem (Rumänien)
Terem (rumänisch Tiream, ungarisch Mezőterem) ist eine Gemeinde im Kreis Satu Mare in Rumänien. Sie ist auch unter dem deutschen Namen Wiesenfeld bekannt.

## Lage
Terem liegt im Nordwesten Rumäniens, acht Kilometer südlich von Carei (Großkarol). Die Entfernung zur Kreishauptstadt Satu Mare (Sathmar) beträgt etwa 42 Kilometer.
Terem gliedert sich in folgende Ortschaften:
- Tiream (dt. Terem, traditionell Wiesenfeld ; Hauptort), 1615 Einwohner
- Vezendiu (dt. Wessend), 535 Einwohner
- Portița (dt. Portelk), 233 Einwohner

## Geschichte
Terem wurde im Zuge der Schwabenzüge 1810 als letzte schwäbische Gemeinde im Sathmarerland gegründet.

## Bevölkerung
Die Volkszählung 2011 ergab folgende ethnische Zusammensetzung der Bevölkerung: 41,06 % Rumänen, 23,67 % Ungarn, 20,12 % Roma, 10,91 % Deutsche, 4,21 % Sonstige. Die Gemeinde ist unter denen mit dem höchsten Anteil an Rumäniendeutschen.

## Politik
Der Lokalrat in Terem besteht aus 11 Räten und setzt sich zurzeit aus sechs Mitgliedern der Ungarischen Bürgerpartei, zwei Mitgliedern der Sozialdemokratischen Partei und je einem Mitglied aus der Allianz für die Vereinigung der Rumänen, der Nationalliberalen Partei und des Demokratischen Forums der Deutschen in Rumänien zusammen.

## Persönlichkeiten
- Georg Haller (1883–1934), Aquarellist, Grafiker und Landschaftsmaler